# Der Blaue Reiter
Der Blaue Reiter (ty. den blå rytter) var en tysk ekspressionistisk kunstnergruppe der blev grundlagt i München i 1911 af og med blandt andre Wassily Kandinsky, Franz Marc og August Macke. Gruppen udgav også Der Blaue Reiter Almanach som indeholdt essays af Kandinsky og Marc, samt samtidskunst og primitiv kunst.
Der Blaue Reiter blev grundlagt som et svar på at en anden kunstnergruppe, som Kandinsky var medlem af, Neue Künstlervereinigung München (NKVM), havde afslået Kandinskys maleri Das Jüngste Gericht (Dommedag, The Last Judgement) fra en udstilling. Gruppen var centreret omkring Kandinsky og Marc og havde ikke et klart udtrykt manifest.
Der Blaue Reiter var en af to tyske kunstnergrupper som var vigtige for ekspressionismen, den anden var Die Brücke som blev grundlagt i Dresden i 1905.
I årene efter 1910 holdt gruppen flere store udstillinger i Tyskland. Primitivismen var en vigtig kilde til inspiration for medlemmerne som også hentede inspiration fra børns kunst og var optaget af abstrakt form; de søgte tillige at udtrykke spirituelle sandheder gennem deres kunst.
Der Blaue Reiter blev opløst i 1914 med 1. Verdenskrig; Kandinsky vendte tilbage til Rusland. Marc og Macke faldt på slagmarkerne i Frankrig, og München som et særligt sted for den moderne kunsts avantgarde sluttede med opløsningen af Der Blaue Reiter 